# Fritz Matzner
Fritz Matzner (* 6. März 1896 in Wien, Österreich-Ungarn; † 18. April 1972) war ein österreichischer Politiker der Sozialdemokratischen Partei Österreichs (SPÖ), der unter anderem zwischen 1945 und 1960 Landesrat sowie von 1960 bis 1963 Landeshauptmann-Stellvertreter in der Steiermärkischen Landesregierung war. 

## Leben
Fritz Matzner begann nach dem Schulbesuch in Wien, Budapest, Dresden, München und Bielefeld eine Berufsausbildung zum Elektrotechniker, die er 1914 mit der Freisprechung beendete. Nach Beginn des Ersten Weltkrieges 1914 wurde er zunächst zum Militärdienst in das Arsenal Wien einberufen, aber bereits sechs Monate später als Elektrotechniker zum Aufbau der Flugzeugwerke in der Wiener Neustadt abkommandiert. In den folgenden Jahren blieb er als Elektrotechniker in der Flugzeugindustrie tätig. Er trat als Mitglied der Sozialdemokratischen Partei Österreichs (SPÖ) bei und war zwischen dem 14. Dezember 1930 und dem 12. Februar 1934 Mitglied des Steiermärkischen Landtages.
Nach Ende des Zweiten Weltkrieges trat Matzner am 20. Mai 1945 in die Steiermärkische Landesregierung ein und war zunächst zwischen dem 20. Mai und dem 28. Dezember 1945 Landesrat für Gesundheitswesen in der provisorischen Landesregierung Machold. Im Anschluss fungierte er vom 28. Dezember 1945 bis zum 15. Juni 1960 als Landesrat für Straßenverkehrswesen, Industrie, Sozialrecht der Industrie und Sozialversicherung in der Landesregierung Pirchegger, der Landesregierung Josef Krainer senior I, der Landesregierung Josef Krainer senior II, der Landesregierung Josef Krainer senior III sowie der Landesregierung Josef Krainer senior IV. Im Zuge einer Umbildung der Landesregierung Josef Krainer senior IV übernahm er am 15. Juni 1960 das Amt als Erster Landeshauptmann-Stellvertreter und hatte dieses vom 11. April 1961 bis zum 31. Dezember 1963 auch in der Landesregierung Josef Krainer senior V inne, woraufhin Alfred Schachner-Blazizek am 2. Jänner 1964 seine Nachfolge antrat.
Ihm wurde der Ehrenring des Landes Steiermark verliehen. Er erhielt daneben mehrere Ehrenbürgerwürden, und zwar von Neuberg an der Mürz (1954), Weißkirchen in Steiermark (1954), Mürzzuschlag (1956) und Aigen im Ennstal (1963).